# Pseudagrion torridum
Pseudagrion torridum är en trollsländeart. Pseudagrion torridum ingår i släktet Pseudagrion och familjen dammflicksländor. IUCN kategoriserar arten globalt som livskraftig.

## Underarter
Arten delas in i följande underarter:
- P. t. hulae
- P. t. torridum